# Рейн-Хельвег-экспресс
Рейн-Хельвег-экспресс (RE11) (нем. Rhein-Hellweg-Express) — линия пассажирского регионального экспресса в федеральной земле Северный Рейн-Вестфалия (Германия). Соединяет города Рурской области с Крефельдом и Мёнхенгладбахом. Движение экспресса осуществляется по путям, предназначенным для скорых поездов со скоростью 140 км/ч.

Своё название экспресс получил в честь пути Хельвег — главной средневековой дороги региона, соединяющей место впадения Рура в Рейн в Дуйсбурге и Тевтобургский Лес в окрестностях Падерборна — вдоль которого проходит его маршрут.

## История
Появление региональных экспрессов на железных дорогах Германии было связано с оптимизацией системы движения. До этого существовали либо пригородные поезда, либо скорые. Чтобы улучшить систему сообщения было решено создать промежуточный класс поездов, передав некоторые функции скорых поездов поездам пригородного сообщения.

Экспресс RE11 — наследник маршрута, введенного в эксплуатацию в 1998 году и соединяющего города Дортмунд, Бохум, Эссен, Дуйсбург, Дюссельдорф и Кёльн. Тогда этот маршрут носил номер RE10. В 2002 году номер экспресса был изменён на RE11. Ввиду того, что этот маршрут в точности повторял часть маршрута RE1, в декабре 2010 года он был частично изменён и после Дуйсбурга стал следовать на левый берег Рейна в Крефельд и Мёнхенгладбах.

## Железнодорожные участки
Рейн-Хельвег-экспресс проходит по участкам четырёх железных дорог:
- железная дорога Дортмунд-Хамм;
- участок железной дороги Виттен/Дортмунд-Оберхаузен/Дуйсбург от Дортмунда до Дуйсбурга;
- участок железной дороги Остерат-Дортмунд-Зюд от Дуйсбурга до Крефельд-Юрдингена (пересечение Рейна осуществляется по мосту "Дуйсбург-Хохфельдер");
- участок железной дороги Дуйсбург-Рурорт-Мёнхенгладбах от Крефельд-Юрдингена до Мёнхенгладбаха.

## Интервал движения
Согласно расписанию, экспресс RE11 ходит один раз в час.